# انجمن حفاظت سگ ژاپنی
انجمن حفاظت سگ ژاپنی ((به ژاپنی: 日本犬保存会 Nihon Ken Hozonkai)) یا نیهون کن هوزونکای که معمولاً به اختصار نیپو نامیده می‌شود، نگهدارنده و محافظ و ثبت کننده برای شش نژاد سگ بومی ژاپنی است: آکیتا (سگ)، هوکایدو (سگ)، کای کن، کیشو، شیکوکو و شیبا اینو نیپو همچنین استاندارد نیپو را صادر می‌کند که به عنوان یک استاندارد نژاد برای شش نژاد بومی عمل می‌کند.